# Crowley megye
Crowley megye az Amerikai Egyesült Államokban, azon belül Colorado államban található. Megyeszékhelye és legnagyobb városa Ordway. Lakosainak száma 5922 fő (2020. április 1.).

## Szomszédos megyék
- Lincoln megye (észak)
- El Paso megye (északnyugat)
- Otero megye (dél)
- Kiowa megye (kelet)
- Pueblo megye (nyugat)

## Népesség
A megye népességének változása:
| Lakosok száma | 5846 | 5803 | 5376 | 5322 | 5562 | 5922 |
|               | 2010 | 2011 | 2012 | 2013 | 2015 | 2020 |